# فيرناندو باتشيكو
فيرناندو باتشيكو (بالإسبانية: Fernando Pacheco)؛ مواليد 18 مايو 1992 في بطليوس، إسبانيا، هو لاعب كرة قدم إسباني يلعب لنادي ديبورتيفو ألافيس كحارس مرمى.

## ألقابه
- كأس السوبر الأوروبي 2014
- كأس العالم للأندية 2014

## روابط خارجية
- فيرناندو باتشيكو على موقع الاتحاد الدولي (مؤرشف)  (الإنجليزية)
- فيرناندو باتشيكو على موقع الاتحاد الأوربي (الإنجليزية)
- فيرناندو باتشيكو على موقع قاعدة بيانات كرة القدم.إي يو (الإنجليزية)
- فيرناندو باتشيكو على موقع Soccerbase.com (لاعب) (الإنجليزية)
- فيرناندو باتشيكو على موقع Soccerway.com (الإنجليزية)
- فيرناندو باتشيكو على موقع عالم كرة القدم.نت (الإنجليزية)
- فيرناندو باتشيكو على موقع كووورة
- فيرناندو باتشيكو على موقع AS.com (الإسبانية)